# Aloe megalocarpa
Aloe megalocarpa ist eine Pflanzenart der Gattung der Aloen in der Unterfamilie der Affodillgewächse (Asphodeloideae). Das Artepitheton megalocarpa leitet sich von den griechischen Worten megale für ‚groß‘ sowie karpos für ‚Frucht‘ ab und verweist auf die großen Früchte.

## Beschreibung

### Vegetative Merkmale
Aloe megalocarpa wächst stammlos und einzeln. Die etwa 25 Laubblätter bilden eine ausgebreitete Rosette. Die dunkelgrüne, glänzende Blattspreite ist bis zu 55 Zentimeter lang und 2,5 bis 3,5 Zentimeter breit. Die weißlichen, braun gespitzten Zähne am Blattrand sind 2 Millimeter lang und stehen 5 bis 15 Millimeter voneinander entfernt.

### Blütenstände und Blüten
Der einfache Blütenstand erreicht eine Länge von bis zu 30 Zentimeter. Die zylindrischen Trauben sind locker und bestehen aus etwa 15 Blüten. Die eiförmigen Brakteen weisen eine Länge von 2 bis 4 Millimeter auf. Die leuchtend roten, dunkelgrün gespitzten Blüten stehen an 5 bis 8 Millimeter langen Blütenstielen. Sie sind 25 Millimeter lang und leicht gebogen. Auf Höhe des Fruchtknotens weisen die Blüten einen Durchmesser von 5 Millimeter auf. Ihre äußeren Perigonblätter sind auf einer Länge von 4 Millimetern nicht miteinander verwachsen. Die Staubblätter und der Griffel ragen kaum aus der Blüte heraus.

### Früchte
Die Früchte sind Beeren mit einem Durchmesser von 20 Millimetern.

## Systematik und Verbreitung
Aloe megalocarpa ist im Norden von Madagaskar in dichten Trockenwäldern in einer Höhe von etwa 30 Metern verbreitet.
Die Erstbeschreibung durch John Jacob Lavranos wurde 1998 veröffentlicht.

## Nachweise